# Miguel Ortiz Berrocal

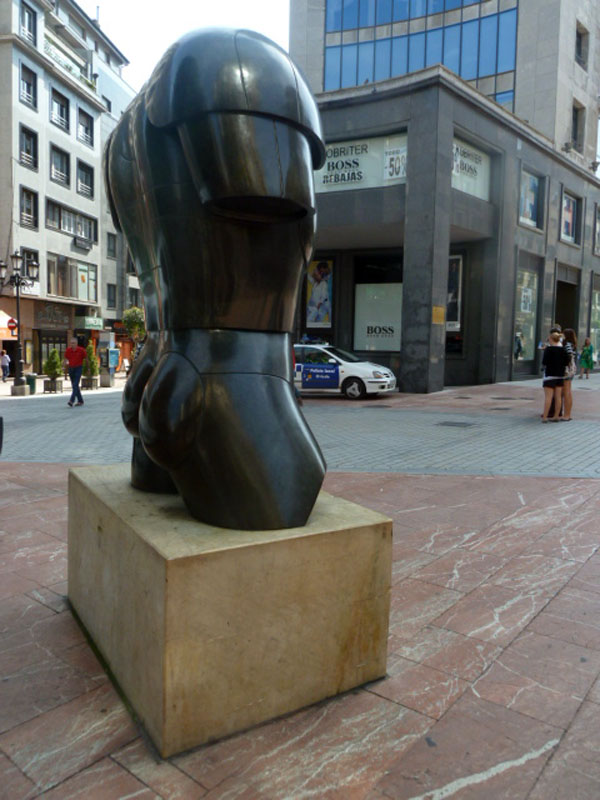
El diestro, obra de Ortiz Berrocal en Oviedo.

Miguel Ortiz Berrocal (Villanueva de Algaidas, Málaga, 28 de septiembre de 1933 - Antequera, Málaga, 31 de mayo de 2006) fue un escultor español. 

## Biografía
Inicia estudios de Arquitectura que luego abandonará para formarse en la Escuela de Artes y Oficios de Madrid. En dicha escuela fue alumno de Ángel Ferrant y de Ramón Stolz, con el que aprende materiales en la Escuela de Bellas Artes de San Fernando. 
Otra faceta de su formación transcurre como dibujante en el estudio del arquitecto Casto Fernández-Shaw y como auxiliar con distintos arquitectos en Roma entre 1952 y 1954. 
Al volver a España reanuda las clases de dibujo y escultura con Ferrant y decide su dedicación a este arte en París en 1955. 
Eduardo Chillida ejerce gran influencia en las primeras obras que muestran estructuras de hierro forjado basadas en imágenes del mundo rural. En 1959 se inicia en la creación de las esculturas desmontables con el Grand Torse y el Hommage a Piero della Francesca, que muestran la atracción por las formas articuladas en materiales como el bronce y la reproducción seriada. 
En 1962-1963, expone en París y Nueva York, entrando a formar parte de la colección del MoMA.
En 1966 se instala definitivamente en Verona y a partir de 1968 trabaja al tiempo en obras monumentales y en múltiples de pequeño formato.

## Creación del trofeo Goya
Ortiz Berrocal es también conocido por ser el autor del primer busto de Goya que sirvió como trofeo en la primera entrega de los Premios Goya. El trofeo diseñado por Berrocal sólo se entregó el primer año y consistía en un pieza desmontable, con la cabeza de Goya sobre la que emergía una cámara de cine. La pieza pesaba entre 10 y 12 kg y no se adecuaba a la dinámica de la ceremonia de premiación: los premiados apenas podían sostenerla. A partir de la segunda entrega, el encargo de un nuevo diseño recayó en el artista José Luis Fernández, que redujo el peso de la estatuilla hasta los 3 kg y con el aspecto que presenta actualmente.
En 1975 se casa con doña María Cristina Blais de Sajonia-Coburgo Gotha y Braganza, hija de María Pía de Sajonia-Coburgo Braganza, presunta hija ilegítima de rey Carlos I de Portugal, teniendo por hijos:
- Carlos Miguel Berrocal de Sajonia-Coburgo Gotha y Braganza (Verona, 1976)
- Beltrán José Berrocal de Sajonia-Coburgo Gotha y Braganza (Verona, 1978)

En 1992 realizó una serigrafía para celebrar el centenario de los Juegos Olímpicos.

## Fundación Escultor Berrocal para las Artes

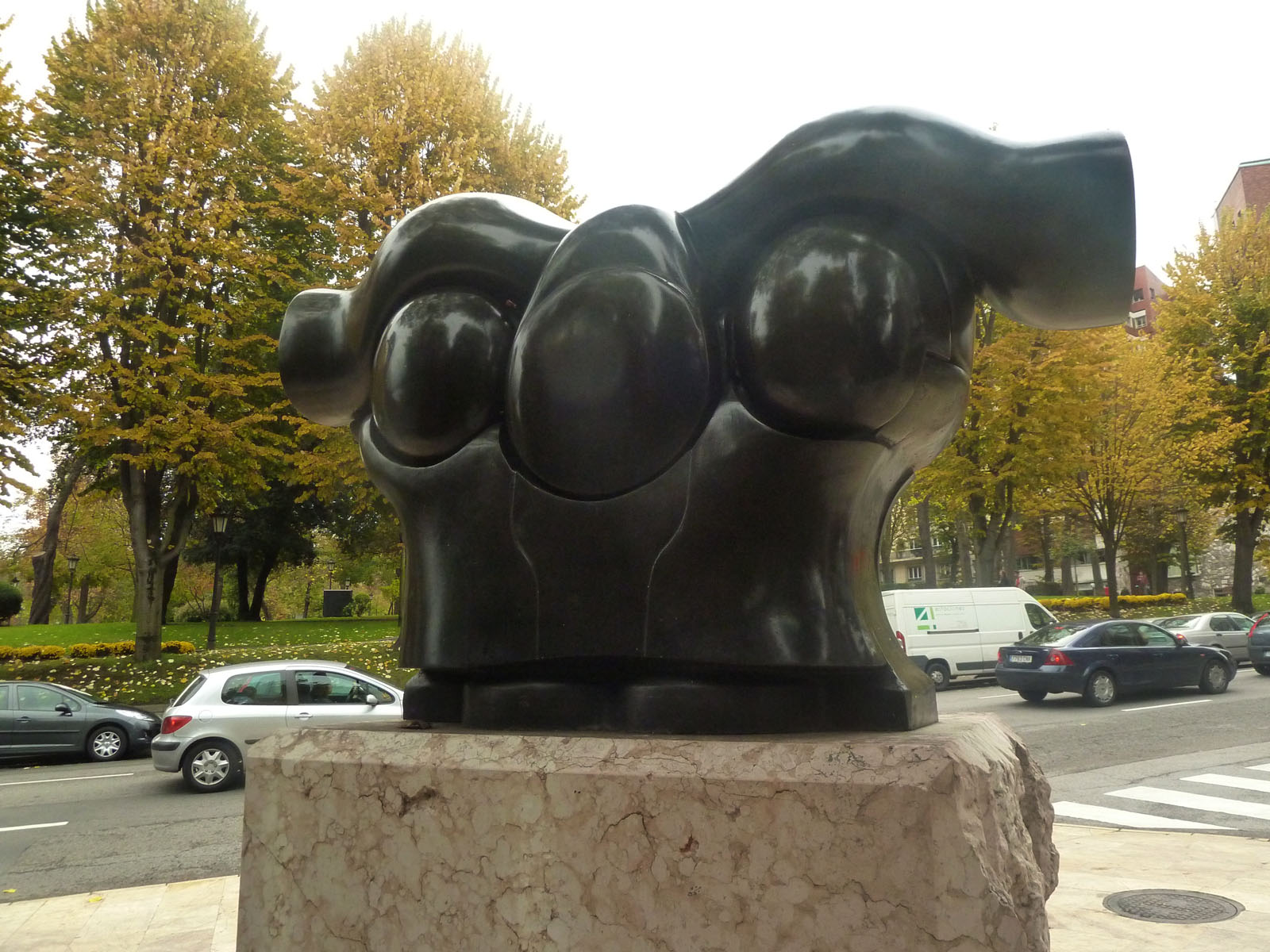
Torso de Fruela I.

La Fundación Escultor Berrocal fue constituida en noviembre de 2007 por sus herederos. Desde el momento de su constitución, la Fundación ha estado luchando para que el proyecto del Museo Berrocal, cuyas obras fueron interrumpidas en 2002, pudiera retomarse, ampliando la visión del conjunto con las nuevas posibilidades ofrecidas por el Estudio-Taller Berrocal y la casa museo del artista en el mismo pueblo de Villanueva de Algaidas.

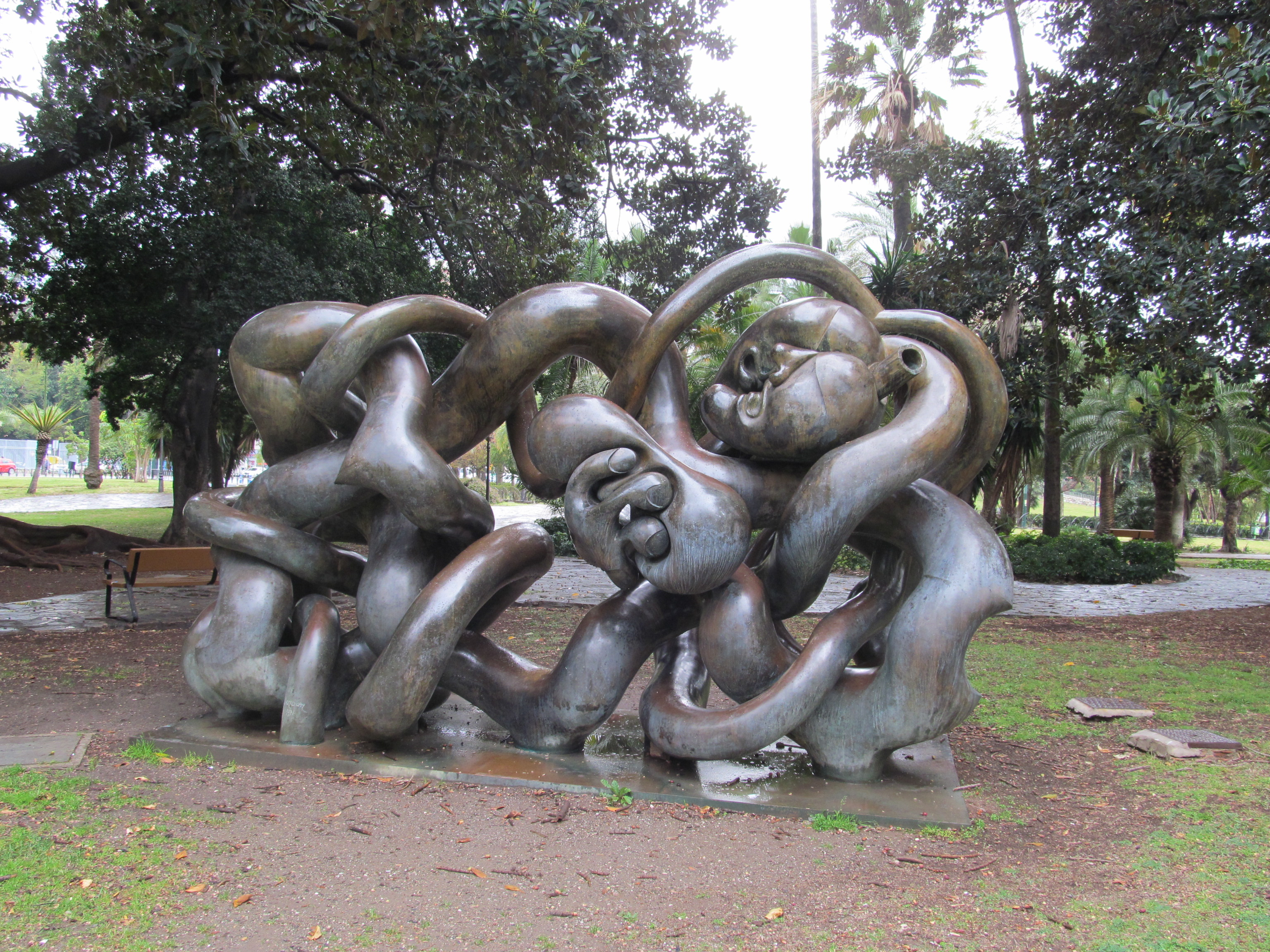
El Siéxtasis, monumento en Málaga a Picasso.

Desde 2008 la Fundación está ordenando el Estudio-Taller y reponiendo y restaurando la maquinaria del artista. En 2011 se abre de forma limitada el Estudio-Taller al público.

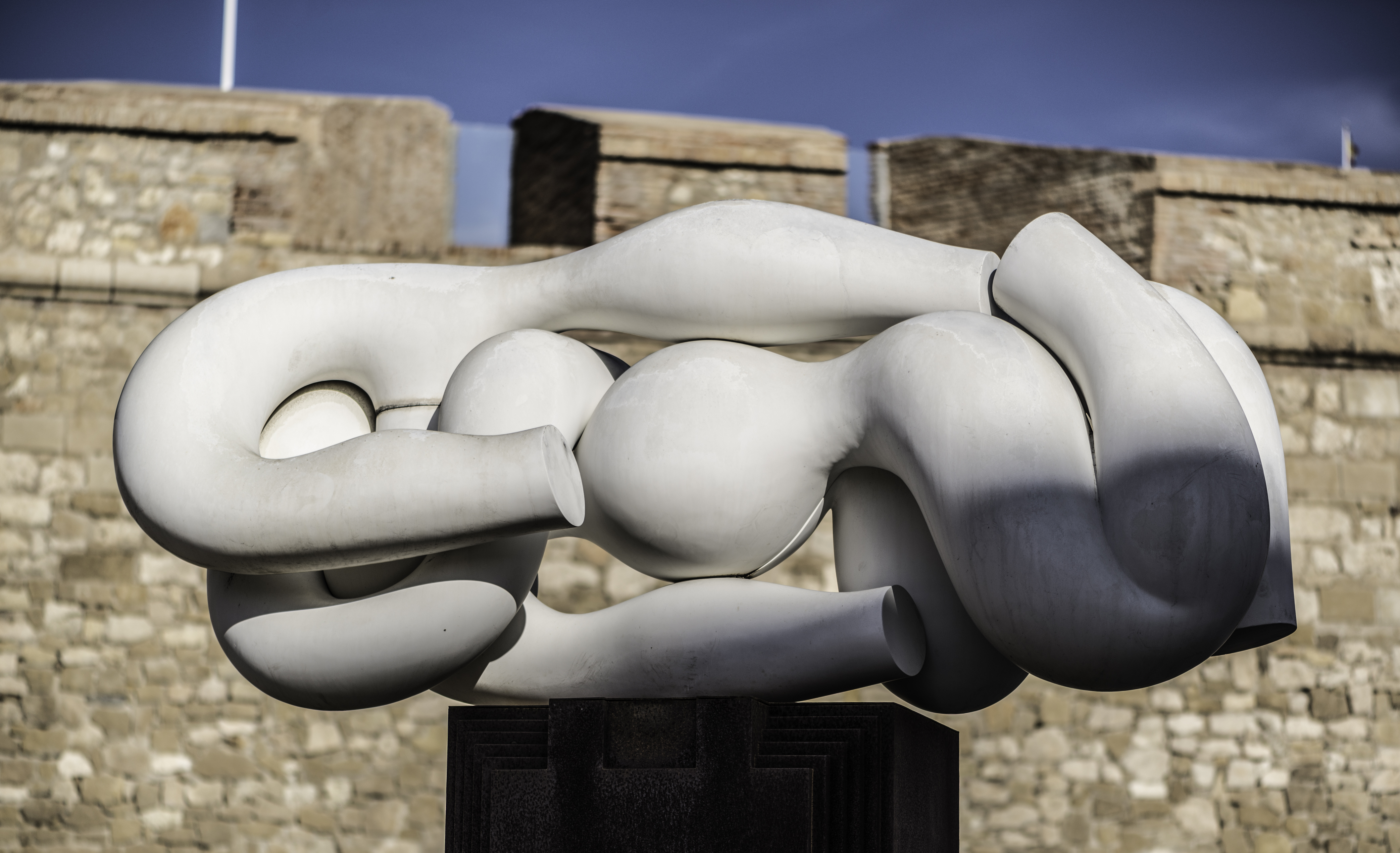
Melilla (2004). También llamada Monumento a las Cuatro Culturas, Sefarad, una de las últimas esculturas de Berrocal.

En 2009 la Fundación entrega a la Junta de Andalucía un primer listado de 236 obras que estarían a disposición de un futuro Museo Berrocal.
En enero de 2011 se ha empezado un proyecto para la rehabilitación y terminación de una parte del Museo Berrocal, cuyo resultado ha sido la inauguración el 13 de junio de 2014 de la primera sala del edificio con una exposición permanente de obras grafíca de Berrocal.

## Obras destacadas
- Opus 8 BALAUSTRADAS 1955-57 Roma
- Opus 28 LA BOÎTE DECOUPÉE 1959 Roma
- Opus 30 ESCULTURA 1958 Roma
- Opus 31 GRAND TORSE 1959 Roma
- Opus 32 LE BIJOU 1960 Roma
- Opus 38 TORSO HER 1961 Crespières
- Opus 43 PAJARO COMO LEON 1961 Crespières
- Opus 45 MUJER 1961 Crespières
- Opus 50 VIA APPIA 1961 Crespières
- Opus 55 LES AMANTS 1961 Crespières
- Opus 60 MERCEDES 1962 Crespières
- Opus 83 LA FEMME PRISIONNIERE 1963 Crespières
- Opus 92 MARIA DE LA O 1962-64 Crespières
- Opus 101 ROMEO E GIULIETTA 1966-67 Crespières-Verona
- Opus 107 MINI DAVID 1967 Negrar
- Opus 114 GOLIATH 1968-72 Negrar
- Opus 115 RICHELIEU 1968-73 Negrar
- Opus 116 ”Torero. Homenaje al Niño de la Palma”
- Opus 117 LA MENINA II 1972 Negrar
- Opus 123 IL COFANETTO 1969-75 Negrar
- Opus 129 MONUMENTO A PICASSO 1972-74 Negrar
- Opus 130 ALMUDENA1974 Negrar
- Opus 166 MANYMOREHORSES 1976-79 Negrar
- Opus 167 OMAGGIO AD ARCIMBOLDO 1976-79 Negrar
- Opus 250-259 ALMOGAVAR I – X 1981-83 Negrar
- Opus 397 MANOLONA 1991-92 Madrid
- Opus 444 ADRIANO BIG 1994 Negrar

## Principales exposiciones personales
- 2009 Berrocal, Guerreros y Toreros, Plaza Nueva, Sevilla. Organizada por la Fundación Escultor Berrocal en colaboración con la Fundación Unicaja
- 2008 Berrocal, Guerreros y Toreros, Plaza de la Constitución, Málaga. Organizada por la Fundación Escultor Berrocal en colaboración con la Fundación Unicaja
- 2006 Miguel Berrocal, Ferri e bronzi 1955/65, Lorenzelli Arte, Milán
- 2005 Berrocal un malagueño universal, Centro de Exposiciones, Benalmádena, Málaga
- 2005 Venice Design Art Gallery, Venecia
- 2004 Berrocal en Cap Roig, esculturas de gran formato, Jardí Botànic de Caixa de Girona, Calella de Palafrugell, Gerona
- 2004 Berrocal, Galería Barcelona, Barcelona
- 2003 Berrocal, Sala del Palacio Episcopal, Málaga
- 2003 Miguel Berrocal, Die Galerie, Fráncfort del Meno
- 2003 Piretti Art Gallery, Knokke
- 2002 Berrocal, IVAM, Institut Valencià d'Art Modern, Valencia
- 2000 Sala de Unicaja, Palacio Italcable, Málaga
- 2000 Miguel Berrocal, Sculpturen - juwelen - tekeningen, Fondation Veranneman, Kruishoutem
- 1999 Centro de Arte Moderno Ciudad de Oviedo, Oviedo
- 1999 Centro Cultural del Conde Duque, Madrid
- 1998 Berrocal Forme et Mouvement, Musée Olympique, Lausanne
- 1995 Berrocal Sculture e Disegni 1958-1995, Galleria d'Arte Moderna Palazzo Forti, Verona
- 1994 Multipel Opus 1962 - 1993, Galerija Cankarjev Dom, Ljubljana
- 1993 Interkolumnie, Museion - Museo d'Arte Moderna, Bolzano
- 1991 Berrocal, Reflex Modern Art Gallery, Ámsterdam
- 1990 Almogávares, Gallery Guy Pieters, Saint-Martens-Latem
- 1985 Berrocal 1955-1985, Le Botanique, Bruselas
- 1984 Antológica Berrocal (1955-1984), Palacio de Velázquez, Parque del Retiro, Madrid. Organizada por el Ministerio de Cultura
- 1984 Almogávares - Desperta Ferro, Galerie Isy Brachot, Bruselas
- 1984 Berrocal, Vingt ans de sculptures editées 1964-1984, Artcurial, Paris 1982 Gallery Gekkoso, Tokio
- 1981 Berrocal, sculptures, Arnold Katzen Gallery, Nueva York
- 1980 Berrocal, Circolo Artistico Palazzo delle Prigioni Vecchie, Venecia
- 1979 Berrocal Multiple Sculptures, The Art Contact Gallery 2, Coconut Grove, Florida
- 1979 Miguel Berrocal. Obra gráfica y esculturas, Museo Carrillo Gil, Ciudad de México
- 1979 Berrocal: à la découverte des constructions intérieures, Artcurial, París
- 1979 Berrocal, sculptures et multiples, Musée de l'Athénée, Ginebra
- 1977 Berrocal, Galería Rubbers, Buenos Aires
- 1977 Berrocal, nuevas esculturas múltiples, Galería Sen, Madrid
- 1976 Artcurial, París
- 1976 Indianapolis Museum, Indianápolis
- 1973 Bienal de São Paulo, Pabellón Español, Exposición monográfica, São Paulo
- 1972 Palazzo delle Prigioni Vecchie, Venecia
- 1972 Espace Pierre Cardin, París
- 1972 Sculptures en or et en argent, Cartier, Múnich
- 1970 Ulmer Museum, Ulm
- 1968 Palais des Beaux-Arts, Bruselas
- 1968 Galerie Krugier, Ginebra
- 1965 Galerie Thomas, Múnich
- 1963 Galerie Ziegler, Zúrich
- 1962 Three sculptors, Berrocal, Ipostéguy, Müller, Albert Loeb Gallery, Nueva York
- 1962 Galerie Kriegel, París
- 1960 Galleria Apollinaire, Milán
- 1958 Galleria La Medusa, Roma
- 1952 Galería Xagra, Madrid